# Abraxas polysticta
Abraxas polysticta là một loài bướm đêm trong họ Geometridae.